# Bordwand

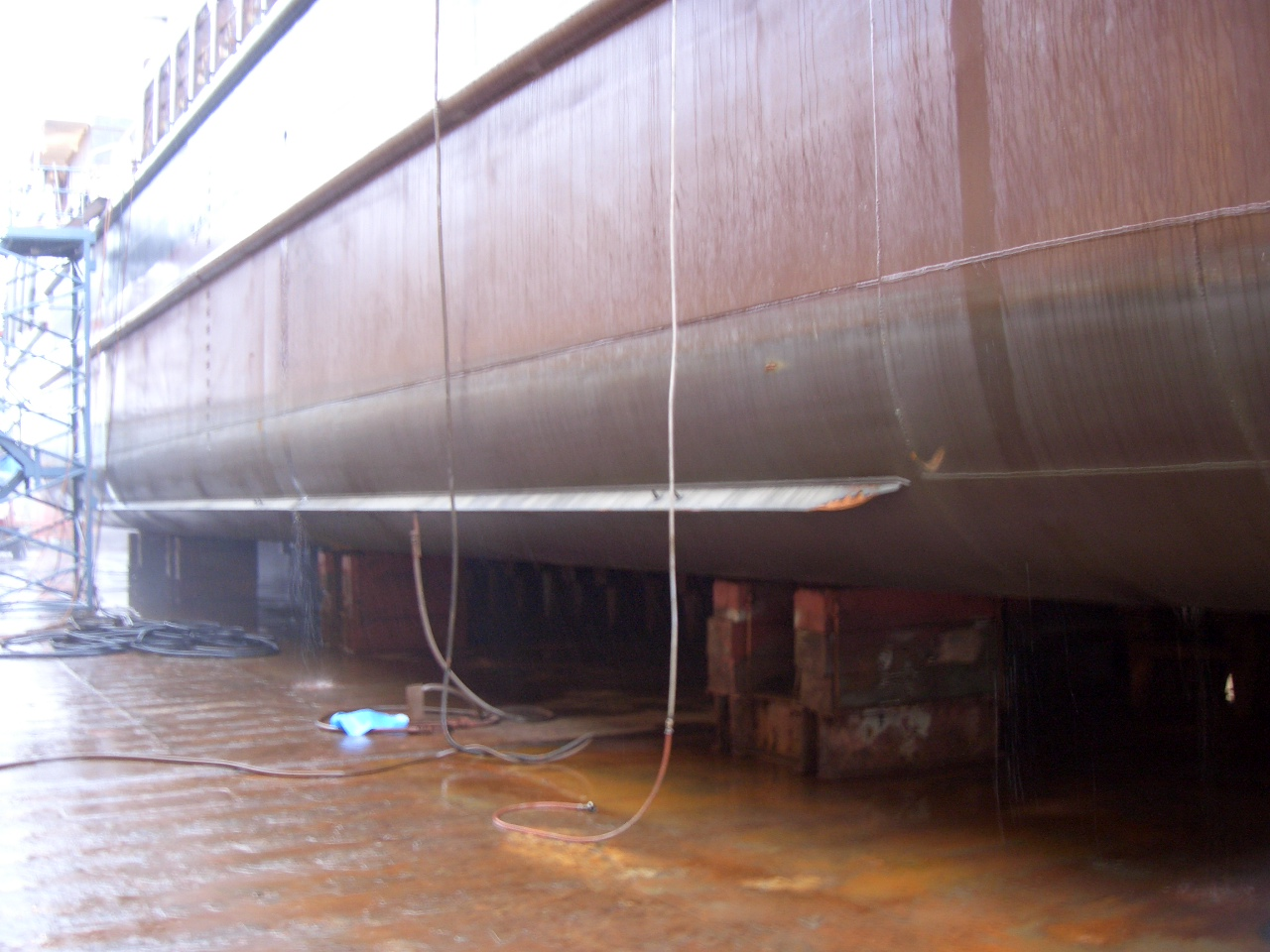
Bordwand mit Schlingerkiel und Wallschiene

Die Bordwand (auch Außenhaut) ist die bauliche Einrichtung bei einem Schiff, die den Schiffskörper vom Wasser abtrennt. Sie bildet zusammen mit dem Schiffsboden die Schiffshülle. 
Je nach Einsatzgebiet des Schiffes ist die Bordwand an Bug und Heck des Schiffes speziell verstärkt. Bei Schiffen, die im Eismeer eingesetzt werden, werden Teile von Bug und Heck aus besonders dicken Schiffbaustahlplatten (Eisgürtel) hergestellt. Die Verstärkung geht im Bug- und Heckbereich auch in den Schiffsboden und die seitliche Bordwand über. Bei allen Schiffen wird die Bordwand im Bugbereich (Back) höher gezogen, um die bei Fahrt aufkommenden Wellen und die ebenfalls aufkommende Gischt abzuwehren. Diesen Bereich nennt man Schanzkleid. Ist die Bordwand im Bug- und Heckbereich höher als im Mittelteil des Schiffes, spricht man von einem Sprung. Die Höhe, mit der der Sprung über das Hauptdeck hinausragt, hat in der Regel ein Verhältnis von etwa 2 am Bug zu 1 am Heck. Neben den Vorteilen der Bugschürze erlaubt der Sprung auch eine Erhöhung des Hauptdecks im Bugbereich, wodurch zusätzlicher Stauraum geschaffen wird und sich der Tiefgang des Schiffes, im Vergleich zu einem vergleichbaren Schiff ohne Sprung, verringert, da die Ladung günstiger verteilt werden kann.   
In der Binnenschifffahrt dient das Schanzkleid dabei vornehmlich dazu, ein Überfluten des Vorschiffes im beladenen Zustand zu verhindern. Gleichermaßen verfügen Binnenschiffe auch am Heck über ein Schanzkleid. Im Bereich des Bodens sowie im Bereich des Übergangs von der Bordwand zu den Gangborden verfügen Binnenschiffe nochmals über eine Verstärkung der Bordwand. Diese Verstärkung wird Bergplatte genannt und ist eine Versteifung des oberen Teils des Rumpfes. Eine Aufdoppelung der Kimm schützen die Bodenplatte und Bordwand bei Anlegemanövern am Flussufer.

## Bordwand Typ Scheldehuid
In den Niederlanden wurde Ende der 1990er Jahre von dem Ingenieur J.W.L. Ludolphy eine neue doppelwandige Bordwand für Binnentankschiffe entwickelt. Bei dieser Scheldehuid genannten Konstruktion werden Y-förmige Längsversteifungen in die Doppelhülle eingebaut, die eine starke Verformung der Außenhaut erlauben, ohne dass es zu Leckagen kommt. Im Juli 1998 wurden erste Kollisionsversuche unternommen. Dazu wurde ein Stück der sogenannten Scheldehuid an ein Ponton geschweißt und von einem mit einem Wulstbug versehenen Tankschiff gerammt. Die geschah mit einer Geschwindigkeit von 20 km/h. Bei zwei aufeinanderfolgenden Kollisionen blieb die Bordwand wasserdicht. Zwei Jahre später wurden nochmals zwei Zusammenstöße, diesmal mit einer anderen Bugform, gefahren. Die Belastung war durch die andere Form höher und die Bordwand wölbte sich 0,60 Meter nach innen, blieb aber wasserdicht.
Aufgrund dieser Versuche genehmigten die Klassifikationsgesellschaften den Bau eines neuen Gastankers mit vier 550 m³ fassenden Ladetanks. Bis dahin waren nur Tanks mit maximal 380 m³ erlaubt. Die Obergrenze beträgt für Gastankschiffe, die mit der Scheldehuid gebaut sind, 1000 m³ pro Tank.
Auch die neuen Mineralöl- und Chemikalientanker  werden mit dieser Bordwandkonstruktion gebaut. Bei einem Tanker mit 12.000 Tonnen Tragfähigkeit spart man die Hälfte der Tanks ein, anstatt 36 Tanks werden nur noch 18 benötigt.
Als Freibord bezeichnet man die Bordwand höhenmäßig. Es verläuft von der Oberkante bis zur Wasserlinie (Plimsoll-Marke).
Die Bordwand ist auf Deckshöhe zum Teil mit Löchern, sogenannte Klüsen, zur Durchführung von Ketten, Leinen oder Trossen, und mit Speigatts zum Ablaufen von überkommendem Wasser versehen.